# Eusebio de Jesús Siosi Rosado
Eusebio de Jesús Siosi Rosado (Riohacha, La Guajira, Colòmbia, 27 de febrer 1971) és un arquitecte, artista plàstic i gestor cultural d'origen wayúu, de clan Ipuana. Membre del Comitè per a la creació de l'Escola de Formació artística en la Guajira des de 2007. President del Consell Departamental d'Arts de la Guajira 1999 al 2010 i coordinador del Laboratori en Arts Visuals Davanteres Creatives. Membre Fundador i President del Consell Departamental d'Arts de La Guajira. Membre del Comitè per a la creació de l'Escola d'Arts Visuals de la Universitat de La Guajira a Riohacha.

## Biografia
Nascut a la ciutat de Riohacha, d'origen wayúu, Eusebio Siosi s'ha dedicat a la promoció i realçament dels aspectes artístics i culturals que es desenvolupen en la quotidianitat de la comunitat wayúu. Presentant els seus treballs en diverses obres artístiques a nivell local, nacional i internacional. Promotor cultural de la regió caribe i formador en tallers sobre pintura, dibuix, i noves maneres de mostrar l'art. L'artista s'ha vàlid del món cosmogònic wayúu per a les diverses mostres i oferir aquesta mescla de coneixements i món espiritual que perviuen en la comunitat.

### Estudis
Eusebio Siosi va començar la seva preparació prenent classes de dibuix i pintura a l'Escola Antonio Márquez de la ciutat Riohacha a La Guajira entre els anys 1988 – 1991, posteriorment va iniciar la seva carrera com a arquitecte en la Universitat Autònoma del Carib de la ciutat de Barranquilla. Va aconseguir el títol l'any 1998. L'any 1999 va realitzar un Diplomat en Gestió Artística en el Fons Mixt de Cultura de la Universitat de l'Atlàntic en Barranquilla. Posteriorment inicia la seva incursió en els Processos de Laboratoris Recerca en Arts a la Regió realitzats a Riohacha amb el Ministeri de Cultura entre els anys 2004 al 2009 - 2013 al 2015.

## Exposicions

### Col·lectives
1. Imagen Regional 9 Caribe insular / curaduría Cristo Hoyos, Banco de la Republica Santa Marta, març a juny 2021
2. Festival internacional de performance/ curaduría Charo Oquet, Miami - Estats Units
3. “AGUAITA / El Video-Arte en el Caribe Colombiano, Muzac Museo Zenu de Arte Contemporáneo de Montería, marzo 2018
4. Dysfunctional Formulas of Love, The Box Gallery - Los Ángeles, CA - EE.UU, octubre – novembre 2017
5. AÚN 44 Salón Nacional de Artistas16 de setembre al 13 de novembre Pereira 2016.
6. VI Encuentro i II foro Internacional ciudades Visibles en Ciudad de Córdoba (Argentina) i la 10º Biennal de Mercosur a Porto Alegre (Brasil), en una iniciativa de la Fundación Divulgar, a través del seu espai Plataforma Caníbal 8 al 28 de novembre 2015.
7. Los Sueños de la Outsü (Dream of the Dreamer). 18-31 desembre de 2015. Zürich - Suïssa.
8. Convidat XV Saló Regional d'Artistes Regió Carib, curaduría Pictografonia - construcció de territoris en imatges i sons, Centro de eventos de la Universidad del Atlántico sede norte, Barranquilla agost de 2015.
9. VI Foro y Encuentro Internacional Ciudades Visibles Argentina y Brasil, proyecto Circulación internacional para agentes de las artes visuales programa de estímulos del Ministerio de Cultura de Colombia, curaduria Jaider Orsini i Susana Bacca, novembre del 9 al 28 de 2015
10. Agenciamiento Creativo - Laboratorio en Investigación Creación en Artes en la Región Ministerio de Cultura. Riohacha. 2005
11. Muestra de Medios de Expresión Plástica “Marcando Décadas “. Centro de Convenciones Anas Mai. Riohacha, 2003.
12. Muestra Itinerante “Mirada Guajira ‘Atlántico, Cesar, Guajira, 2001 - 2002.
13. “Últimas Tendencias del Arte Identidad vs. Globalización “Biblioteca Liceo Nacional Almirante Padilla. Riohacha, 2000.
14. Exposició d'Artista Guajiro. Salón Rojo de l'Hotel Tequendama. Bogotà, 2002.
15. II Saló d'Arts Visuals de la Guajira. Auditorio de la Terraza Marina. Riohacha, 2002.
16. XII Saló de Jóvenes Artistas Costeños. Teatro Amira de la Rosa. Barranquilla, 2002.
17. Exposició Col·lectiva Visió Futurista. Atlántico, Guajira. Casa de la Cultura. Maicao, 2002.
18. II Feria Artesanal y Turismo de la Guajira. Centro de Convenciones Anas Mai. Riohacha, 2002.
19. Arte en Semana Santa. Dirección de Turismo de la Guajira. Riohacha, 2002.
20. Muestra de Artes Plásticas. Casa de la Cultura. Uribia - La Guajira, 2002.
21. Exposición de Arte I feria Artesanal y Turística de la Guajira. Centro de Convenciones Anas Mai. Riohacha, 2001.
22. Exposición de Artes Plásticas. Callejón de los Capuchinos. Riohacha, 2001.
23. XVI Festival de la Cultural Wayuu. Casa de la Cultura. Uribia, 2001.
24. Muestra Itinerante Interpretación de los Primeros Premios Salones Nacionales 1940 - 1998. Universidad de la Guajira. Riohacha, 2001.
25. Imagen Caribe: la pintura, exposición itinerante, Banco de la República (Cartagena, Sincelejo, Montería, San Andrés, Barranquilla, Santa Marta, Riohacha, Valledupar, 2000-2002)
26. “Amüchi, vientres de vida”, novena edició del Miami Performance Festival Internacional (Virtual).[5]

### Individuals
1. Los sueños de la Ouutsü, Curadoria María Isabel Rueda i Mario Llanos, Centro cultural Odeon abril 26 a maig 26 Bogotá de 2016[6]
2. Die Fenster von «Limited Contract» “Los Sueños de la Ouutsü” (Dreams of the Dreamer) Curadoria de La Usurpadora María Isabel Rueda y Mario Llanos, desembre 7 al 22 de 2015 Zuric.